# 國家魚類保育系統
國家魚類保育系統（英語：National Fish Hatchery System，縮寫：NFHS）是一個由美國國會建立的用以管理、保護美國魚類資源的系統。它創立於1871年，其行政長官負責管理美國的魚類和漁業。現在這個系統由美國魚類及野生動物保護局的漁業項目負責。

## 歷史
美國早期移民時期，移民們捕魚沒有限制，並且也沒有合適的法律來改善魚類所棲水域以適應人類對水、食物甚至安全的需要。隨著殖民者不斷增多，豐富的魚類資源也開始逐漸枯竭了。1870年，隨著對這一先關注程度和相關研究的增加，促使了一些幫助收集、孵化魚卵以及播撒魚苗到資源枯竭水域的機構形成。這些早期機構，或稱spawning station來都成爲了專業的魚苗場，這也就是國家魚類保育系統和相關項目的雛形。
前任美國總統尤利西斯·辛普森·格蘭特第一個為後代保護美國魚類資源作出了官方行動。1871年，格蘭特總統建立了美國魚類委員會（U.S. Fish Commission），這一委員會是美國魚類及野生動物保護局和漁業項目的先驅。
1872年，第一個聯邦魚苗場，Baird Hatcher，在加利福尼亞州麥克勞德河成立，國家魚類保護系統從此也開始擴大起來了。
開始時格蘭特總統任命斯賓塞·富勒頓·貝爾德為魚類和漁業委員長（Commissoner of Fish and Fisheries）來管理國家漁業，他1871年上臺，但是其工作至今還影響不衰。
貝爾德的繼任者是利文斯頓·斯通。他組織了一批科學家搜尋鮭魚的產卵地並發展鮭魚孵化技術，然後將這些鮭魚卵運往全國各地以滿足需求。就在他們起初發現的產卵點幾英里外，又發現了虹鱒的產卵點。現在鮭魚卵和虹鱒卵已經售往世界各地了。而Baird Hatcher也依然發揮著它的作用。

## 職責
國家魚類保育系統的最初目標是通過繁殖魚類來補充本國衰退的海岸和湖泊漁業。它在培育100多個不同物種上都有著豐富經驗，現在其目標已不僅僅是為人民提供充足的食物而已了。它也會在當某些魚類因自然災害或者人類活動受到嚴重影響時為其提供補充，以及恢復在瀕危物種法案里所列的物種。這對維持特定作用的魚類數量和創造更多的休閒漁業機會來說是必不可少的。
國家魚類保育系統有下列職責：
- 野生及養殖魚類的基因
- 恢復衰退的魚類數量
- 保護受威脅的或者瀕危的魚類，並將恢復它們在原始棲息地的數量
- 提供魚類健康服務
- 提供美國原住民以本土和休閒漁業
- 恢複因諸如運河及大壩等聯邦計劃而遭到損失的魚類
- 擔任教育、研究及延生服務站的職能

## 成就
最近，這一項目通過集合資源而擴大了其可輸出的勞動力，其結果相當成功，並且影響了其他物種的恢復工程，譬如五大湖湖紅點鮭、大西洋海岸條紋鱸、大西洋鮭魚和太平洋鮭魚。

## 機構設置
目前國家魚類保育系統包括70個國家魚苗場、9個健康中心、7個技術中心。 國家魚苗場遍佈50個州，培育著60多個不同的魚類物種。